# Port lotniczy Puerto Madryn-El Tehuelche
Port lotniczy Puerto Madryn-El Tehuelche (IATA: PMY, ICAO: SAVY) – port lotniczy 10 km na północny zachód od Puerto Madryn, w prowincji Chubut, w Argentynie.

## Linie lotnicze i połączenia
- Omni Air International (Buenos Aires-Jorge Newbery, Comodoro Rivadavia)